# Margareta Eriksdotter (Erikska ätten)
Margareta Eriksdotter, född omkring 1155, död 1209, var en svensk prinsessa och en norsk drottning. Hon var dotter till kung Erik den helige av Sverige och Kristina Björnsdotter, och gifte sig 1189 med kung Sverre Sigurdsson av Norge. 
Under sin tid som Norges drottning är Margareta mest omtalad för sina intriger i samband med Nikolas Arnessons försök att bli biskop i Stavanger, och hon ska då ha fått "ett misstankens sken" över sig. Margareta återvände till Sverige efter makens död 1202 och bosatte sig på sina gods i Västergötland och Värmland. Hon tvingades då att lämna kvar sin dotter Kristin Sverresdotter i Norge. 
År 1204 återvände Margareta till Norge. Två dagar efter hennes återkomst avled plötsligt hennes styvson, kung Håkon Sverresson, och Margareta anklagades för att ha förgiftat honom. För att befria sig från misstankar beslöt hon att underkasta sig ordalprövningen järnbörd. Hon var inte tvungen att genomföra prövningen själv utan kunde överlåta detta till ett ombud. Den man som genomförde prövningen och bar det glödgade järnet i sina händer i Margaretas ställe, brändes svårt, och dränktes av kungens män. Margareta själv flydde tillbaka till Sverige. Hon återvände till Norge vid sin dotters bröllop 1209. Hon insjuknade efter bröllopet och avled några veckor därpå.